# Oberiberg
Oberiberg ist eine politische Gemeinde im Bezirk Schwyz des Kantons Schwyz in der Schweiz. Sie liegt an der Ibergereggstrasse zwischen Einsiedeln und Schwyz.

## Geschichte

Historisches Luftbild von Werner Friedli von 1958

Das Gebiet um Iberg wird von den Einheimischen «S´Ibrig» genannt und hat den Namen von der Eibe. Kaiser Heinrich II schenkte es 1018 dem Kloster Einsiedeln. Später gelangte es in den Besitz der Gemeinde Schwyz, die es als Sommerweide nutzte. Die Region war stark bewaldet und wurde erst zwischen dem 16. und 19. Jahrhundert durch Rodungen in grosse Weideflächen umgewandelt. Lebte Anfang des 20. Jahrhunderts die Bevölkerung fast ausschliesslich von der Alpwirtschaft, wurde Oberiberg schon bald als Kurort entdeckt und der Tourismus begann, eine wichtige Lebensgrundlage für die Gemeinde zu werden. 1938 wurde ein Skilift gebaut (erst der dritte in der ganzen Schweiz).
Als der Roman Der Doppelte Matthias und seine Töchter 1941 von Meinrad Lienert verfilmt wurde, fanden die Aussenaufnahmen oberhalb Oberiberg auf der «Guggern» statt.

## Bilder

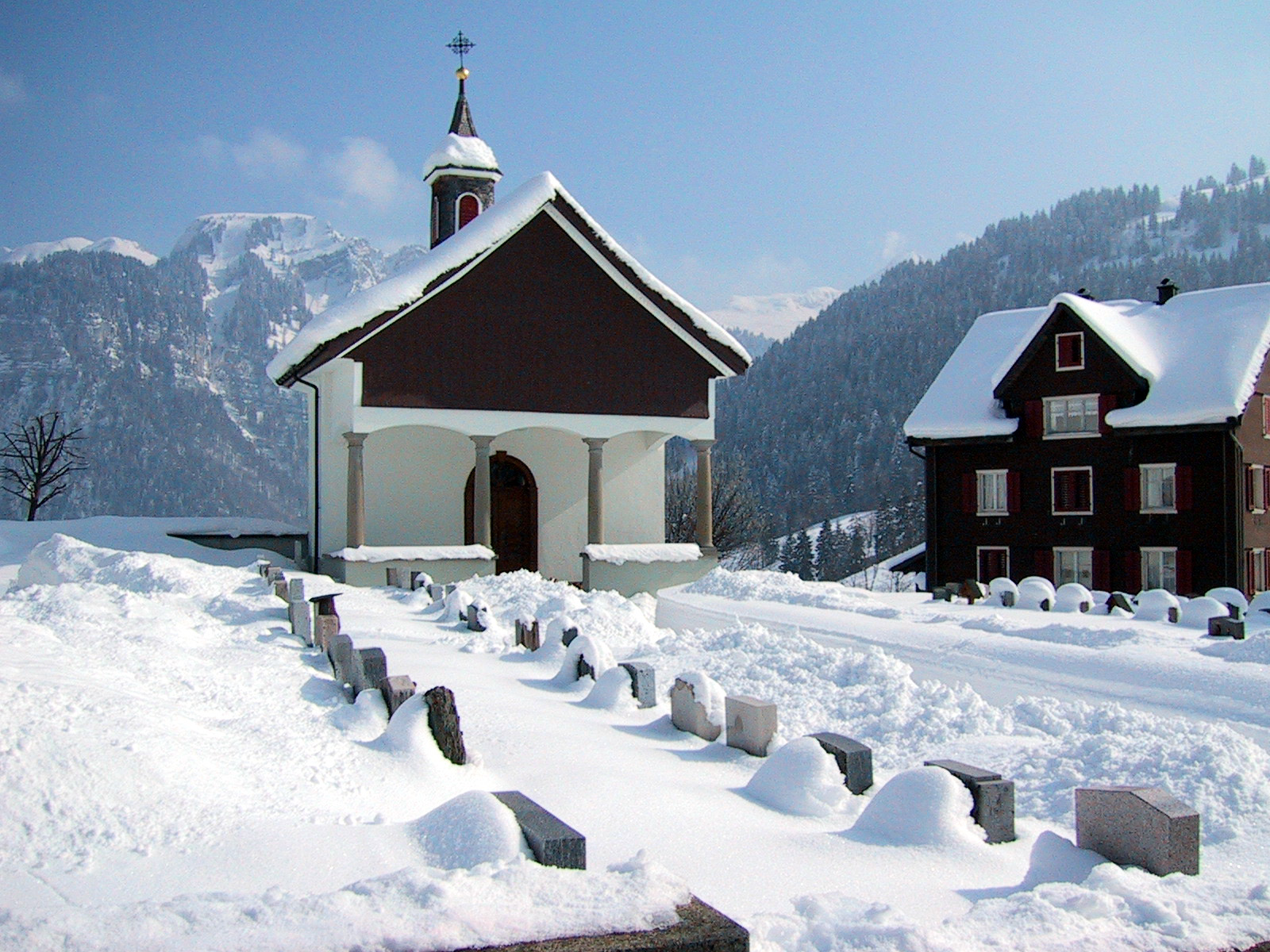
Friedhof neben der Pfarrkirche St. Johannes.
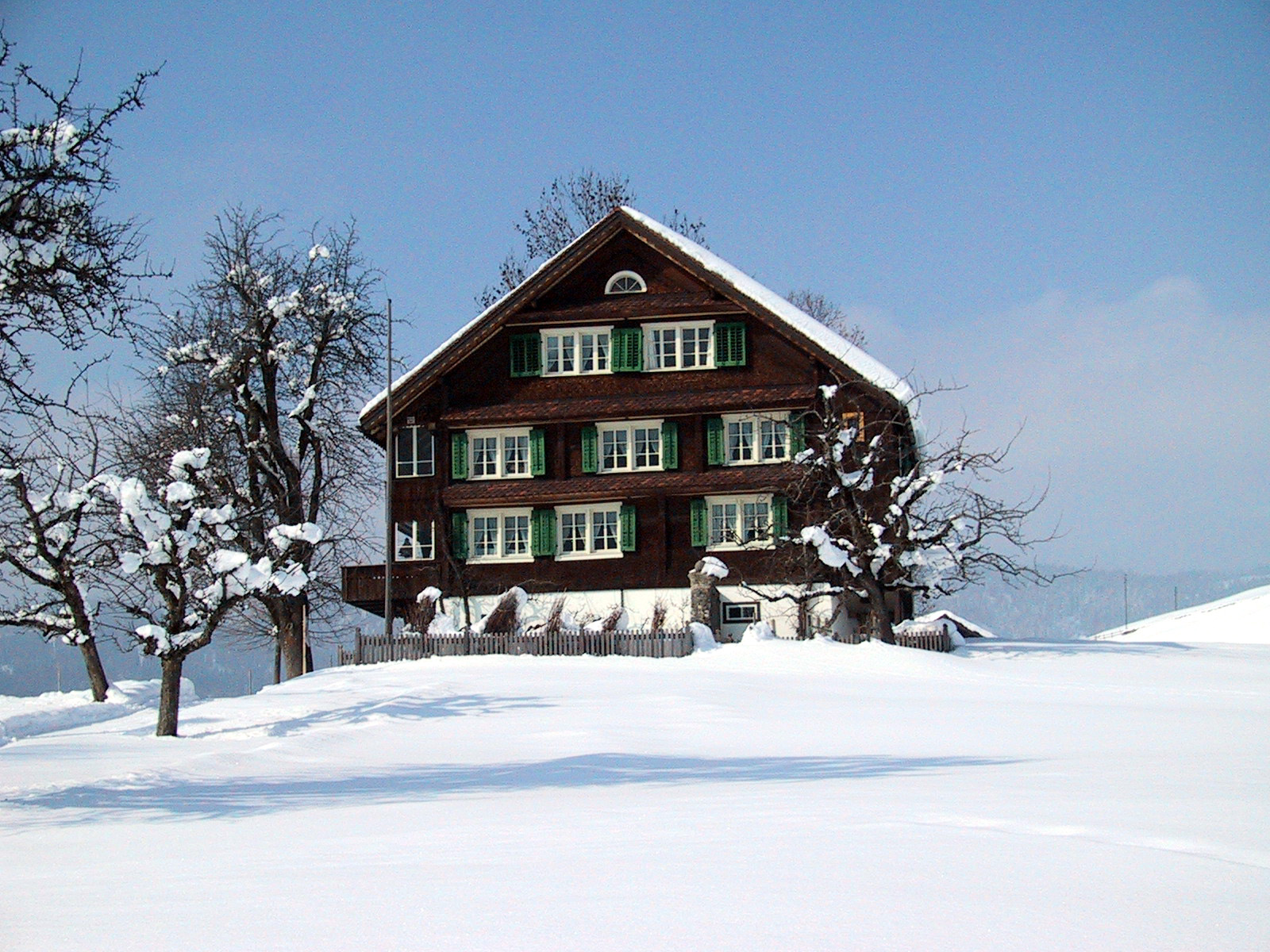
Typisches Haus in Oberiberg
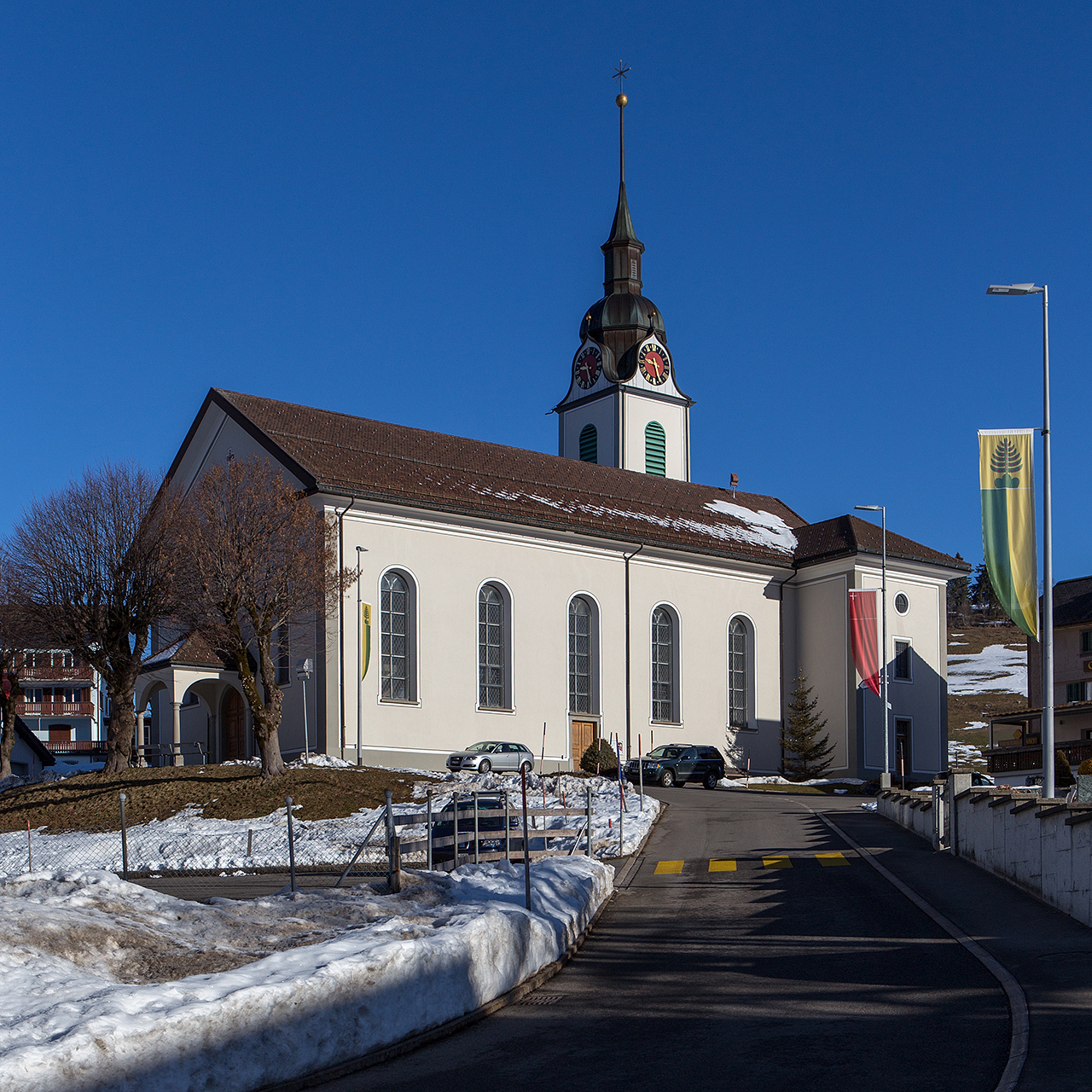
Pfarrkirche
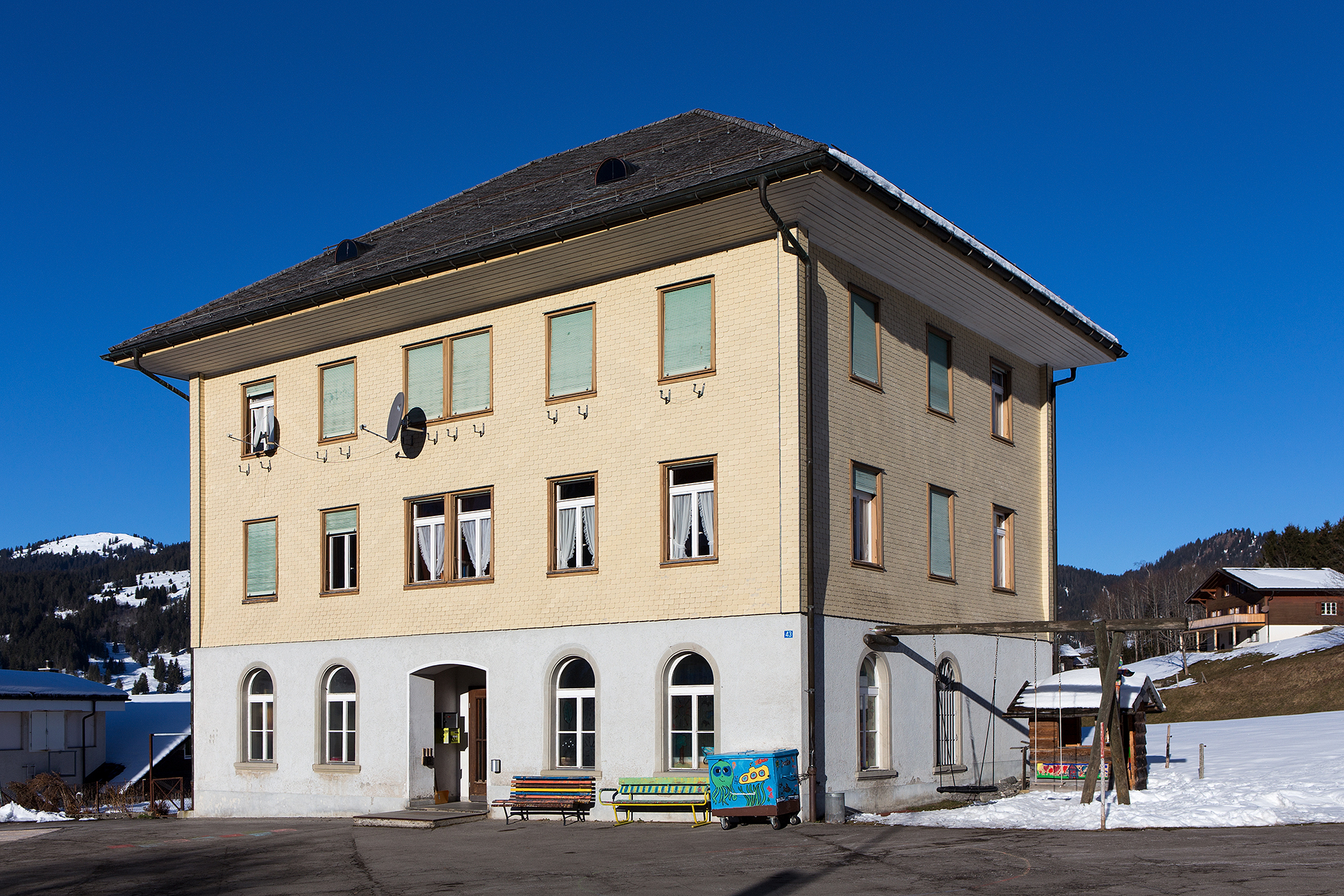
Altes Schulhaus
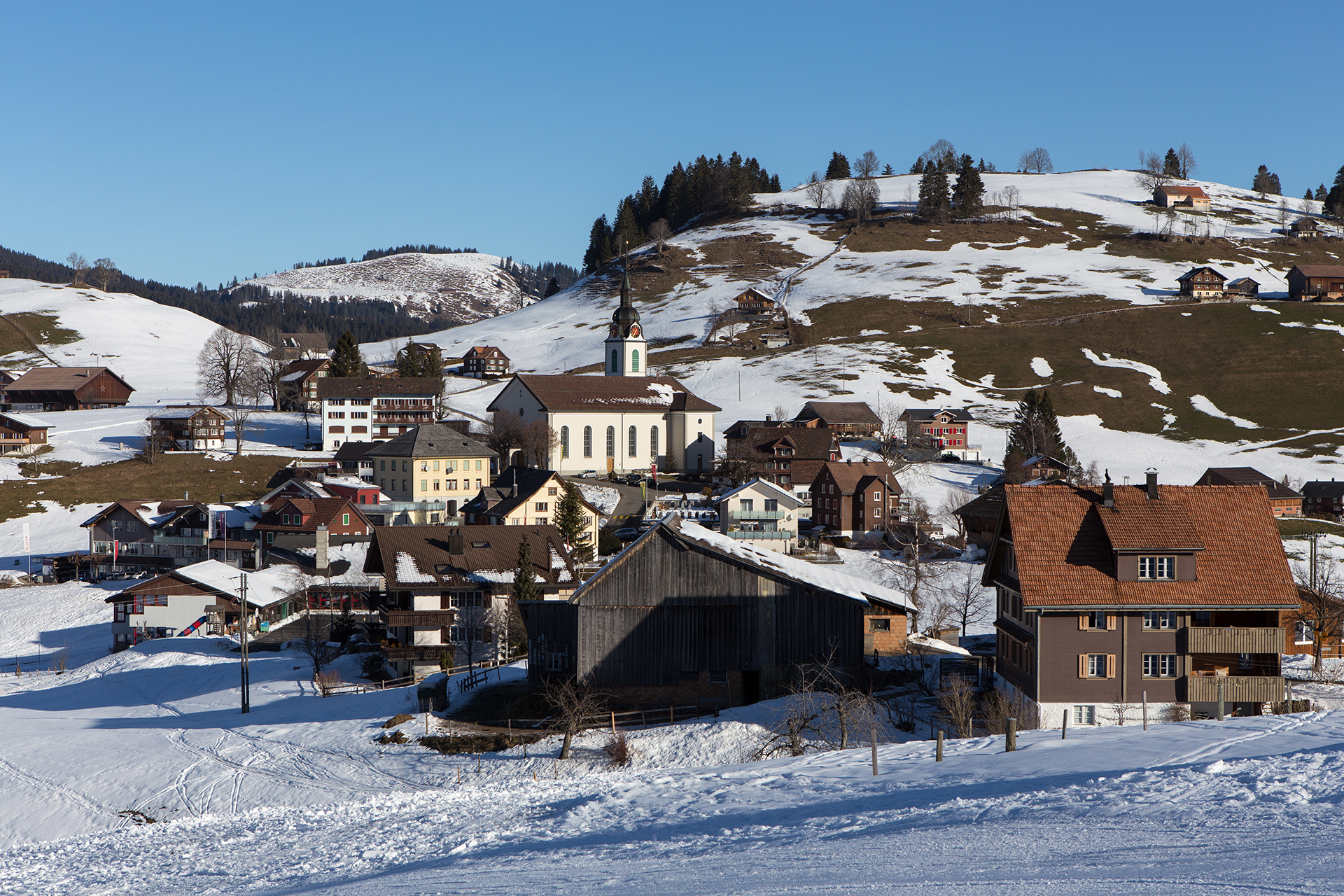
Dorfkern
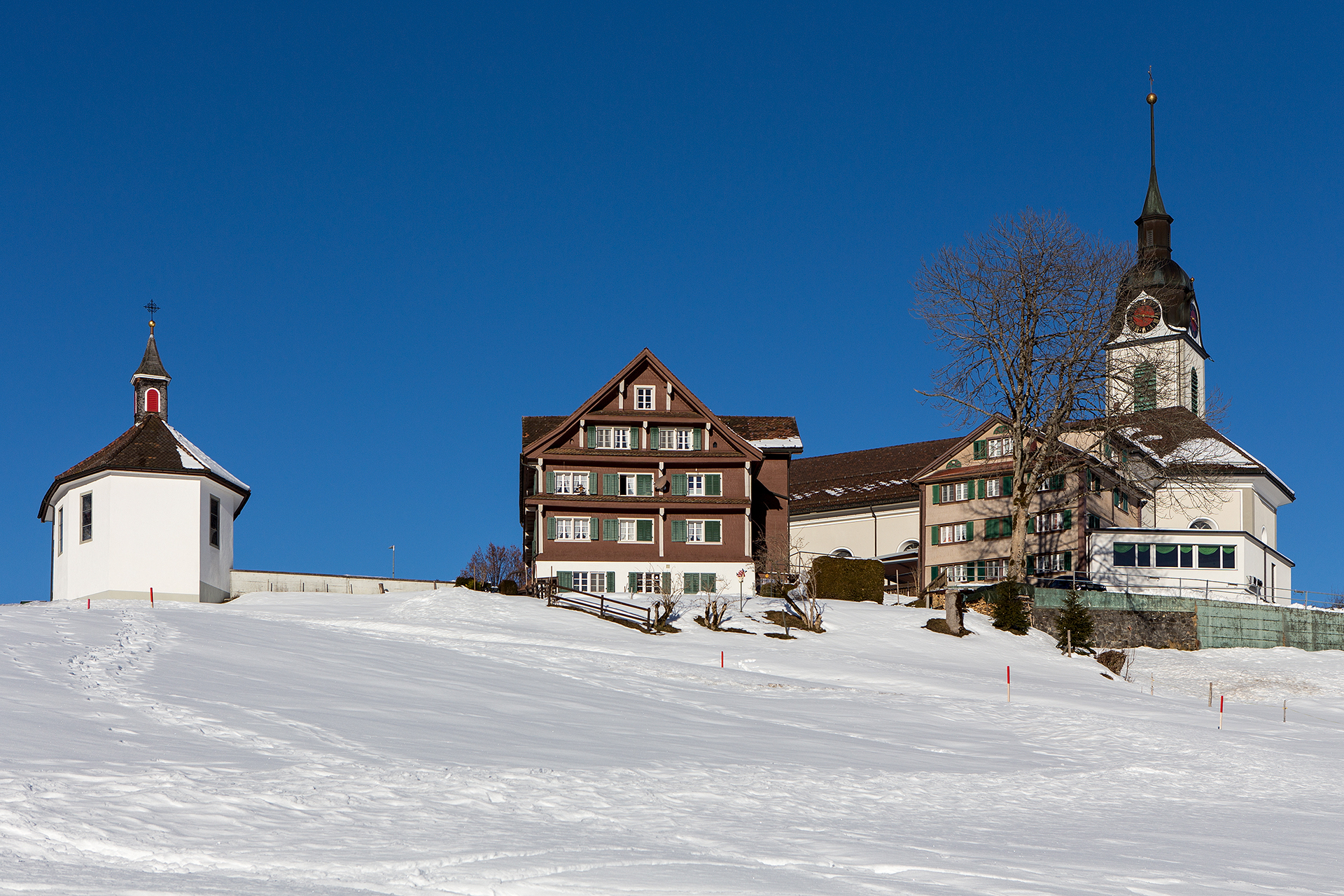
Friedhofskapelle, Pfarrhaus, Hirschen

## Persönlichkeiten
- Marcel Dettling (* 1981), Politiker (SVP)